# Semnopithecus schistaceus
Semnopithecus schistaceus — вид приматов из семейства мартышковых. Обитает в Гималаях на высотах от 1,5 до 4 км над уровнем моря.

## Таксономия и внешний облик
Semnopithecus schistaceus долгое время считался подвидом другого вида того же рода — Semnopithecus entellus (в исследовании 1939 года Р. И. Покок насчитывает в этом виде 14 подвидов), хотя с самого начала эта обезьяна была описана как отдельный вид Semnopithecus nipalensis. S. schistaceus снова описан как отдельный вид в справочнике К. Гровса «Таксономия приматов».
Видовое название schistaceus в переводе с латыни означает «аспидно-чёрный» и связано с окрасом меха вдоль позвоночника. Другие синонимичные названия включают Entellus achillis (ср. видовые имена других представителей рода — S. priam, S. hector, S. ajax) и Presbytis lania (искажённое lanea — пушистый).
По сравнению с другими видами того же рода, S. schistaceus является крупной обезьяной. К этому виду относится крупнейший известный представитель рода, масса тела которого составляла 26,5 кг. Доминирующий цвет шерсти желтовато-белый, переходящий в бурый на спине, предплечьях и закручивающемся вперёд хвосте. Кисти конечностей палевые. У S. schistaceus отсутствует гребень на голове, характерный для некоторых других видов того же рода (в частности S. priam). В целом внешне наиболее схож с S. ajax.

## Образ жизни и ареал
Вид встречается в муссонных лесах пакистанской провинции Хайбер-Пахтунхва и далее в Гималаях на высотах от 1,5 до 4 км над уровнем моря на территории Индии, Непала и Бутана (вплоть до реки Санкош), а также КНР (в тибетских регионах). В отчёте группы изучения приматов МСОП в ареал включён также Афганистан. На юге ареал вида пересекается с ареалом S. hector, а на севере с ареалом S. ajax. Среда обитания — субтропические леса и широколиственные леса умеренного климата, сосновые и тугайные леса, кустарниковые джунгли, а также скальные обнажения. Ведёт дневной образ жизни, может обитать как на земле, так и на деревьях, питается листьями. Живёт стаями, обычно состоящими как из самцов, так и из самок, хотя отмечены и стаи, состоявшие только из самцов.
Semnopithecus schistaceus отнесён в Красной книге к видам под наименьшей угрозой. Он широко распространён в Гималаях, в том числе в десяти природоохранных зонах Индии, Непала и Пакистана. Тем не менее представителям вида в других регионах может угрожать опасность от человеческой деятельности — вырубки лесов под древесину и расширение сельскохозяйственных угодий, охоты (Semnopithecus schistaceus используется в традиционной народной медицине Тибета), лесных пожаров и военных действий.